# ورزشگاه شهر ورزش الثوره
ورزشگاه شهر ورزش الثوره (به عربی: ملعب مدینة الثورة الریاضیة) یک ورزشگاه فوتبال در یمن است که در صنعا واقع شده‌است.